# Wilm Hosenfeld
Wilhelm Adalbert Hosenfeld (2 de maig de 1895 - 13 d'agost de 1952), originalment professor d'escola, va ser un oficial de l'exèrcit alemany que al final de la Segona Guerra Mundial havia ascendit al grau de Hauptmann (capità). Va ajudar a amagar o rescatar diversos polonesos, inclosos jueus, a la Polònia ocupada pels alemanys nazis, i va ajudar el pianista i compositor jueu Władysław Szpilman a sobreviure, amagat, a les ruïnes de Varsòvia durant els últims mesos de 1944, un acte que va ser retratat a la pel·lícula de 2002 El pianista. Va ser fet presoner per l'Exèrcit Roig i va morir en captivitat soviètica el 1952.
L'octubre de 2007, Hosenfeld va ser homenatjat pòstumament pel president de Polònia Lech Kaczyński amb una Creu de Comandant de l'Orde Polònia Restituta. El juny de 2009, Hosenfeld va ser reconegut pòstumament a Yad Vashem (el monument oficial d'Israel a les víctimes de l'Holocaust) com un dels Justos entre les Nacions.